# Courtoisie
Courtoisie (fransk for "høflighed") er inden for heraldikken den skik at man i visse sammenhænge spejlvender et våben, så det vender front mod et andet våben eller eksempelvis alteret i en kirke.
Eftersom figurerne i et våben ofte er rettet mod heraldisk højre, vil to våbener sat ved siden af hinanden (for eksempel i et alliancevåben) let kunne give indtryk af at det ene er bag det andet. For at undgå dette, spejlvender man det ene våben, så de begge vender mod midten (og dermed mod hinanden). 
Et tilsvarende fænomen ses på køretøjer, hvor et våben på køretøjets højre side vendes, så det vender fremad i køreretningen.
- Heraldisk courtoisie: våbnerne for familierne Zimmern og Teck vender sig mod hinanden
- Zimmern-våbenet alene

| Heraldik | Spire Denne artikel om heraldik er en spire som bør udbygges. Du er velkommen til at hjælpe Wikipedia ved at udvide den. |